# Cyclocephala obscura
Cyclocephala obscura är en skalbaggsart som beskrevs av S. Endrödi 1966. Cyclocephala obscura ingår i släktet Cyclocephala och familjen Dynastidae. Inga underarter finns listade i Catalogue of Life.